# Roguy Méyé
Roguy Méyé, né le 7 octobre 1986 à Makokou, est un footballeur international gabonais. 
Actuellement au US Bitam, il joue au poste d'attaquant. International gabonais, Méyé a notamment participé à la Coupe d'Afrique des nations 2010.
J’ai l’émotion 

## Carrière en club
Roguy Méyé a commencé sa carrière professionnelle en 2002 à l'AS Mangasport, où il a été formé. Avec ce club, il a remporté 3 Championnats du Gabon (2004, 2005 et 2006), une Coupe du Gabon (2005), et une Supercoupe du Gabon (2006). Lors de cette Supercoupe, remportée 4-1 face à Téléstars FC, il a été décisif en marquant deux buts, dès les premières minutes du match (4e minute et 8e minute). Le 11 février 2007, au 1er tour de la Ligue africaine des champions, il qualifia son équipe pour les 16èmes de finale lors du mach retour à domicile face au club angolais Primeiro de Agosto en égalisant à la 53e minute (1-1 au score final, 2-1 sur l'ensemble des deux matches pour l'AS Mangasport). En plus de ses bonnes prestations en championnat, ces performances ont attiré l'attention des recruteurs de quelques clubs européens, surtout hongrois.
Ayant d'abord effectué un essai au Debrecen VSC, Roguy Méyé signa finalement, le 5 juillet 2007, un contrat de 5 ans avec le club de Zalaegerszegi TE, champion de Hongrie 2002. Dès son premier match officiel avec l'équipe, le 18 août 2007, il marqua un doublé face à Bonyhád en 64èmes de finale de Coupe de Hongrie (score final 10-0). À la fin de la saison 2007-2008, il termina meilleur buteur du club toutes compétitions confondues, car en plus de ses 10 buts marqués en 21 matches de Championnat de Hongrie, il en a marqué 2 en Coupe de Hongrie et 8 en Coupe de la Ligue hongroise, ce qui fait un total de 20 buts. Il a confirmé durant la première partie de saison 2008-2009 en marquant 7 buts en 14 matches de championnat.
Le 12 janvier 2009, pendant le mercato d'hiver, Roguy Méyé rejoint l'équipe turque d'Ankaraspor pour 3 ans et demi de contrat contre une indemnité de transfert d'environ 1 million d'€. Il a joué son premier match de championnat avec ce club le 23 janvier face à Konyaspor, en rentrant à la 65e minute (victoire d'Ankaraspor 3-0). Ses 2 premiers buts avec le club turc (et les seuls de cette demi-saison) ont été marqués pendant la même semaine et contre 2 grands clubs turcs : le 22 avril 2009, en ouvrant le score face à Beşiktaş durant la demi-finale retour de la Coupe de Turquie (score final 2-1 pour Ankaraspor, mais qualification 4-3 sur les 2 matches pour Beşiktaş, vainqueur de la Coupe); et le 26 avril, pendant la 29e journée du Championnat de Turquie, en égalisant lors du déplacement face à Galatasaray SK (score final 1-1).
Roguy Méyé entama la saison 2009-2010 avec Ankaraspor, en jouant 4 matches pour 1 but marqué. Mais le 15 septembre 2009, son club est exclu du championnat et rétrogradé en deuxième division turque pour la saison 2010-2011 par le Comité de Discipline de la Fédération Turque (PFDK) à cause de l'implication du président d'Ankaraspor dans le club rival d'Ankaragücü. Les joueurs sous contrat à Ankaraspor apprennent alors qu’ils ont un peu plus d'un mois pour partir s’ils le souhaitent. Le 23 octobre 2009, Roguy Méyé est prêté jusqu'à la fin de la saison à Ankaragücü. Cinq jours plus tard, pour son premier match, il inscrit deux buts décisifs en phase play-off de la Coupe de Turquie, face à Karşiyaka (score final 3-2). Une dizaine de jours plus tard, il inscrit le but de l'égalisation face à Kasimpaşaspor en championnat (score final 2-2). Ce seront ses seuls buts avec Ankaragücü. 
Le 31 janvier 2010, à son retour de la Coupe d'Afrique des nations, il a été titularisé en championnat face à Manisaspor (0-0) par le nouvel entraîneur Roger Lemerre, qui comptait sur lui. Mais le lendemain, les dirigeants décidèrent pourtant de se séparer de lui à la suite de l'arrivée de l'attaquant slovaque Róbert Vittek, car le club avait dépassé son quota de joueurs étrangers (pas plus de huit par équipe en Turquie). Malgré des contacts avec les clubs français de Nantes, Le Mans, et surtout Strasbourg, il n'a pas pu mettre fin à son contrat avec Ankaraspor, club exclu de la saison 2009-2010, et il est donc resté plusieurs mois sans compétition.
Après des essais avec les clubs français de Brest et de Valenciennes pendant l'intersaison 2010, Roguy Méyé est finalement transféré définitivement à Ankaragücü, où il a signé pour 2 ans en août 2010. En janvier 2011, le joueur est prêté au Paris FC (France - National)  : victime d’importants et récurrents arriérés dans le paiement de ses salaires en Turquie, Roguy Méyé a choisi de privilégier ses intérêts sportifs en rejoignant un club qui lui permettra de mieux se faire connaître en France – où il est déjà suivi par de nombreux clubs – afin d’y poursuivre ultérieurement sa carrière.
De l'été 2011 à l'hiver 2012, il joue en Hongrie, au Zalaegerszeg TE FC puis au Debreceni VSC. Blessé à plusieurs reprises, il rentre au Gabon à l'été 2013.

## Sélection
Alors qu'il joue encore dans son pays, à l'AS Mangasport, Roguy Méyé a été sélectionné pour la première fois avec l'équipe du Gabon le 15 août 2006 par Alain Giresse lors du match amical Algérie-Gabon (0-2). Il est régulièrement appelé en sélection depuis 2008.
Pendant les qualifications de la Coupe du monde 2010, il a été le meilleur buteur de sa sélection avec 4 buts. En effet, au deuxième tour de la zone Afrique, il a ouvert le score lors de la victoire surprise face au Ghana (2-0) le 14 juin 2008, puis il a marqué le deuxième but lors de la victoire au Lesotho (3-0) le 7 septembre 2008, puis au troisième tour, il a inscrit le deuxième but au cours de la victoire au Maroc (2-1) le 28 mars 2009, et enfin il a marqué le deuxième but durant la victoire face au Togo (3-0), le 6 juin 2009.
Au premier tour de la Coupe d'Afrique des nations 2010, que n'a pas réussi à franchir le Gabon, il a disputé les 3 matches sans marquer de but, mais il a tout de même délivré une passe décisive à l'attaquant Daniel Cousin lors de la victoire 1-0 face au Cameroun.